# Ormesheim
Ormesheim is een plaats in de Duitse gemeente Mandelbachtal, deelstaat Saarland, en telt 2911 inwoners.

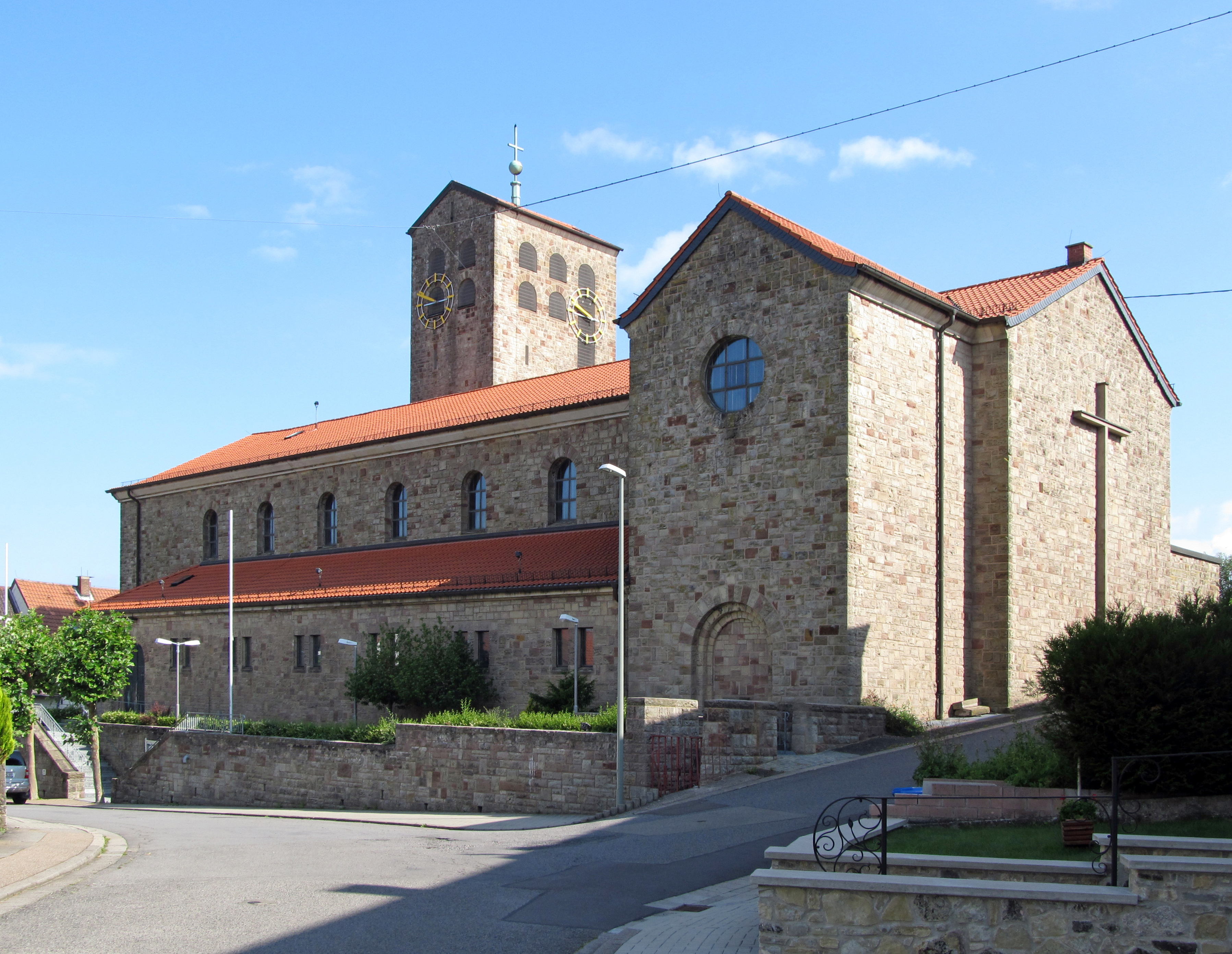
Kerk